# ادیسون (کالیفرنیا)
ادیسون (به انگلیسی: Edison) یک منطقهٔ مسکونی در ایالات متحده آمریکا است که در شهرستان کرن، کالیفرنیا واقع شده‌است. ادیسون ۱۷۳ متر بالاتر از سطح دریا قرار دارد.